# Eccremidium floridanum
Eccremidium floridanum là một loài rêu trong họ Ditrichaceae. Loài này được H.A. Crum mô tả khoa học đầu tiên năm 1981.